# Hailes
Hailes eller Hayles är en by i civil parish Stanway, i distriktet Tewkesbury, i grevskapet Gloucestershire i England. Byn är belägen 13 km från Cheltenham. Hailes var en civil parish fram till 1935 när blev den en del av Stanway. Civil parish hade 83 invånare år 1931.